# Henry V. Esmond
Henry Vernon Esmond (Londres, Inglaterra; 30 de noviembre de 1869 - París; 17 de abril de 1922) fue un actor y dramaturgo británico.

## Biografía
Su verdadero nombre era Jack Esmond y nació en Londres, Inglaterra, ciudad en la cual empezó su carrera interpretativa en 1889 y en la que tuvo varios éxitos en el campo de las comedias.  
Cumplidos los veinte años de edad empezó a escribir piezas teatrales, usualmente comedias. Dichas obras fueron muy populares y estuvieron de moda por sus temas románticos, atractivos para el público de la época. Esmond hizo giras con varias de sus obras, protagonizando las mismas junto a su esposa, Eva Moore. 
Sus producciones también fueron bien acogidas en los Estados Unidos, representándose nueve de ellas en Broadway entre 1899 y 1907.  En lo que se convirtió en el mayor éxito de su carrera, Esmond representó una de sus obras en Nueva York, Eliza Comes to Stay, actuando junto a su esposa y al popular actor Leslie Banks.   
Esmond siguió escribiendo, actuando y haciendo giras hasta el momento de su fallecimiento, ocurrido súbitamente a causa de una neumonía en 1922 en París, Francia.
Henry V. Esmond fue el padre de la actriz Jill Esmond.